# Tàngara andina ventre-roja
La tàngara andina ventre-roja (Anisognathus igniventris) és una espècie d'ocell de la família dels tràupids (Thraupidae). Habita matolls, selva humida i boscos dels Andes, a Colòmbia, sud-oest de Veneçuela, l'Equador, el Perú i centre de Bolívia.

## Taxonomia
La població més septentrional és sovint considerada una espècie diferent:
- Anisognathus lunulatus (Du Bus de Gisignies, 1839) - tàngara andina de ventre escarlata[3]